# Devil Girl from Mars
Devil Girl from Mars este un film SF britanic din 1954 regizat de David MacDonald. În rolurile principale joacă actorii Patricia Laffan, Hugh McDermott, Adrienne Corri. Se bazează pe o piesă de teatru și a devenit rapid un film idol favorit.

## Prezentare
Comandantul Nyah este o femeie extraterestră sexy, îmbrăcată în negru vinil, care se îndreaptă spre Londra. Ea face parte dintr-o echipa avansată care este în căutarea unor bărbați pentru a înlocui populația masculină pe moarte de pe planeta lor. Cu toate acestea, din cauza avariei navei sale cauzată de intrarea în atmosfera Pământului, ea este forțată să aterizeze într-o zonă mlăștinoasă din Scoția. Ea este înarmată cu o armă cu raze care poate paraliza sau ucide și are un robot amenințător. 

## Actori
- Patricia Laffan – Nyah, the Devil Girl[1]
- Hugh McDermott – Michael Carter[1]
- Hazel Court – Ellen Prestwick[1]
- Peter Reynolds – Robert Justin, alias Albert Simpson[1]
- Adrienne Corri – Doris[1]
- Joseph Tomelty – Professor Arnold Hennessey[1]
- John Laurie – Mr. Jamieson
- Sophie Stewart – Mrs. Jamieson
- Anthony Richmond – Tommy
- James Edmund – David
- Stewart Hibberd – News Reader